# Ramshead Range
Ramshead Range är en bergskedja i Australien. Den ligger i delstaten New South Wales, i den sydöstra delen av landet, omkring 390 kilometer sydväst om delstatshuvudstaden Sydney.
Ramshead Range sträcker sig 17,4 km i sydvästlig-nordostlig riktning. Den högsta toppen är Mount Kosciuszko, 2 228 meter över havet.
Topografiskt ingår följande toppar i Ramshead Range:
- Abbott Peak
- Alice Rawson Peak
- Carruthers peak
- Mount Clarke
- Mount Lee
- Mount Northcote
- Mount Townsend
- Mount Twynam
- Mount Kosciuszko
- Rams Head North
- South Rams Head

Trakten runt Ramshead Range består i huvudsak av gräsmarker. Ramshead Range är det mycket glesbefolkat, med 3 invånare per kvadratkilometer. Genomsnittlig årsnederbörd är 1 182 millimeter. Den regnigaste månaden är mars, med i genomsnitt 151 mm nederbörd, och den torraste är juli, med 66 mm nederbörd.